# Клаудио Маркизио
Клаудио Маркизио (итал. Claudio Marchisio; Торино, 19. јануар 1986) је бивши италијански фудбалер. Играо је на више позиција у везном реду. Продукт је фудбалске школе Јувентуса и скоро читаву каријеру играо је у матичном клубу, изузимајући две сезоне.
Често га упоређују са бившим играчем Јувентуса, Марком Тарделијем због сличног стила играња. Изузетна техника, али и борбеност, одлично сналажење и у дефанзиви и офанзиви му омогућавају играње на више позиција на везном реду. Већину каријере је провео на месту централног везног, али захваљујући добрим служењем обема ногама, без проблема може играти на обе стране терена.

## Каријера

### Јувентус
До шеснаесте године играо је као полушпиц па му је тако узор био Алесандро дел Пјеро. Тада је прекомандован у везни ред. Током сезоне 2005/2006 је добио позив за први тим од тадашњег тренера Фабија Капела. Добио је и свој број у првом тиму, али није уписао ниједан наступ. Те исте сезоне је као капитен предводио младу екипу  Примаверу до прве титуле после 12 година и другог места на престижном турниру за младе у Вијаређу.
Након калчополија, Маркизио је прекомандован у први тим и узео број 15. Дебитовао је као замена 19. августа 2006. године у трећој рунди Купа Италије против ФК Мартине. Наредног месеца је одиграо последњу утакмицу за Примаверу у високој победи над Интером (5-1). 28. октобра је и дебитовао у Серији Б у мечу са Фросинонеом када је у игру ушао уместо Давида Трезегеа. Наредно коло је први пут почео од прве минуте у победи над Брешом (2-0). Током сезоне је постао стандардни члан тима и један од кључних играча у екипи коју је водио Дидје Дешан. Остао је упамћен и његов црвени картон у победи против Наполија, када је испраћен аплаузима публике на Олимпијском стадиону. Након суспензије је одиграо свих осталих шест утакмица целих 90 минута.

### Позајмица у Емполи
Маркизио је у јулу 2007. послат на позајмицу у Емполи заједно са колегом Себастијаном Ђовинком. 26. августа дебитује у Серији А против Фиорентине и нешто касније европски деби у Купу Уефа против ФК Цириха. Иако није постигао ниједан гол, одиграо је битну улогу те сезоне у тосканском клубу. Након испадање Емполија из лиге, враћен је у Јувентус.

### Повратак у Јувентус
Имао је импресиван старт након повратка. Одиграо је свих 90 минута у домаћој победи над Артмедијом из Братиславе (4-0). Почео је добијати низ похвала од спортске јавности у Италији на рачун његових сјајних игара. Клаудио Ранијери га је ставио у први план након бројних повреда колега из везног реда. Похвале тек стижу након што је проглашен за играча утакмице против Милана (4—2). Убрзо постаје омиљен код навијача, који га бирају за играча месеца децембра. Пет дана након 23. рођендана, постиже дебитански погодак у Серији А у победи над Фиорентином. Уследио је и потпис новог петогодишњег уговора. У наставку сезоне је имао проблема са мањим повредама, па је пропустио цео април 2009. Након повратка, забележоп је и пар битних асистенција у победама над Сијеном (0—3) и Лацијом кући (2—0) које су екипи донеле друго место. Добре игре нису прошле неопажено код тадашњег селектора Марчела Липија и за најбољу репрезентацију је дебитовао у пријатељском мечу са Швајцарском.
У сезони 2009/10 је такође био стандардан и код тренера Ћира Фераре и Алберта Закеронија. На почетку је ушао у сјајну форму па је четири пута проглашен за играча утакмице. Навијачи су га изгласали и за играча месеца септембра. Ипак, у октобру је задобио повреду колена у мечу са Палермом и одсуствовао је месец и по са терена. Вратио се као замена у гостовању код Бордоа 25. новембра. Десет дана касније, у дербију против Интера је постигао фантастичан погодак за победу (2—1). 8. децембра је асистирао Давиду Трезегеу за 1-0 против Бајерна из Минхена. Проглашен је играчем 2009. године од стране навијача.
Први пут је понео и капитенску траку у одсуству Алесандра Дел Пјера, Ђанлуиђија Буфона и Ђорђа Кјелинија на утакмици Лиге Европе против Фулама. Један је од ретких играча који је избегао критике медија и навијача након окончања лоше сезоне клуба.
Упркос лошем наступу на Светском првенству у Јужноафричкој републици сезону 2010/2011. је почео као први избор новог тренера Луиђи Дел Нерија. Успео се двапут уписати у стрелце. Постигао је први погодак Јувентуса у новој сезони у мечу против Сампдорије.

## Трофеји
Јувентус
- Првенство Италије (7) : 2011/12, 2012/13, 2013/14, 2014/15, 2015/16, 2016/17, 2017/18.
- Серија Б (1) : 2006/07.
- Куп Италије (4) : 2014/15, 2015/16, 2016/17, 2017/18.
- Суперкуп Италије (3) : 2012, 2013, 2015.
- Лига шампиона : финале 2014/15, 2016/17.

Зенит
- Првенство Русије (1) : 2018/19.